# Unidad Educativa Particular del Pacífico
La Unidad Educativa Particular del Pacífico es una institución educativa privada, ubicada en la ciudad de Machala provincia de Provincia de El Oro Ecuador Fue fundada por la sociedad de la Dra. Irma Balladares de Ulloa y el Capitán George Quiroz. Es reconocida por su enseñanza en valores, disciplina, destrezas y conocimientos.
Inició con 75 estudiantes, se solicitó a la Cámara de Industrias de El Oro que arriende y brinde sus instalaciones en un corto plazo, hasta convertirse en la actualidad en una de las instituciones con mayor reconocimiento de la provincia por sus logros académicos, deportivos y culturales.  

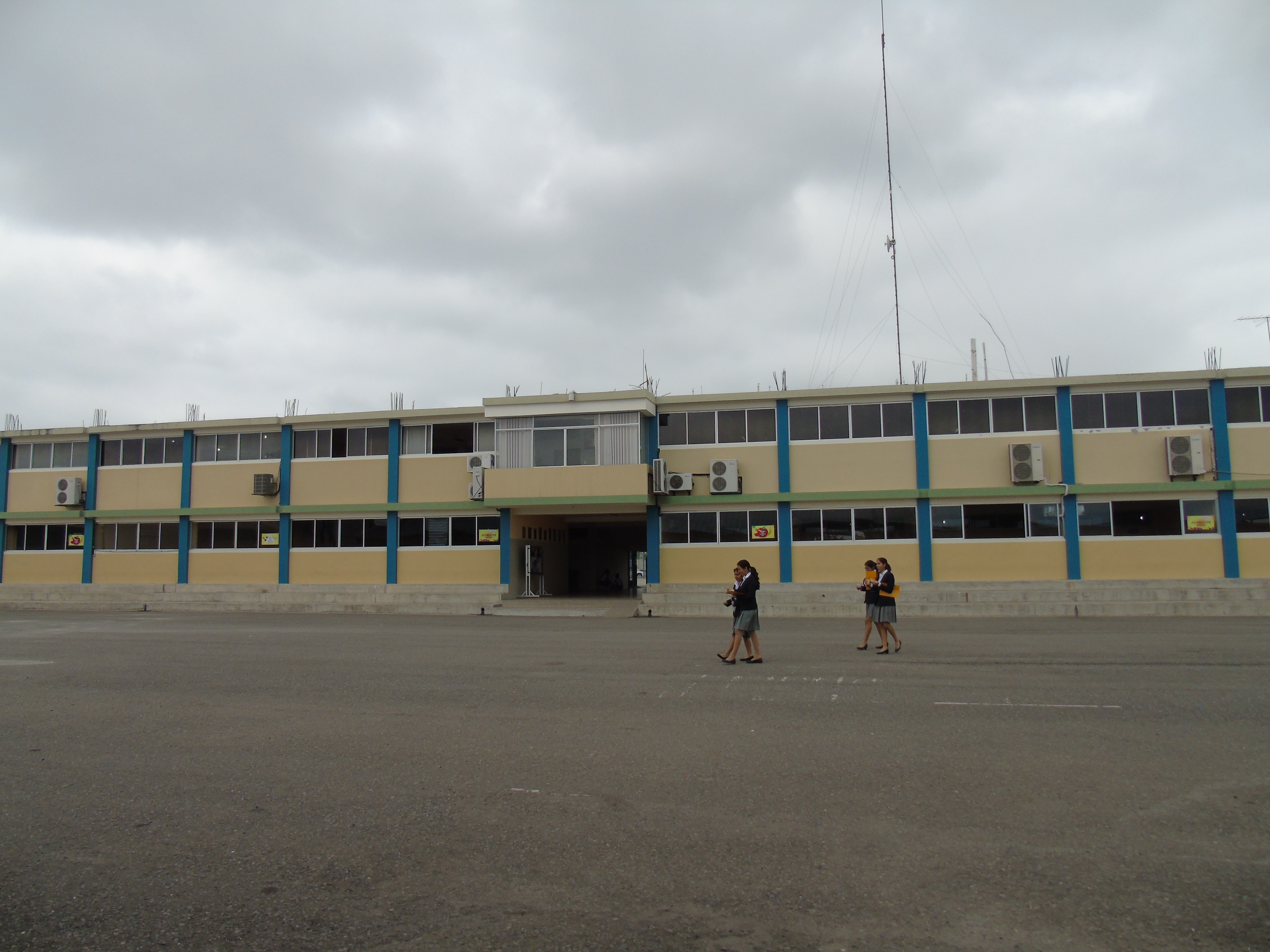
Unidad del Pacífico

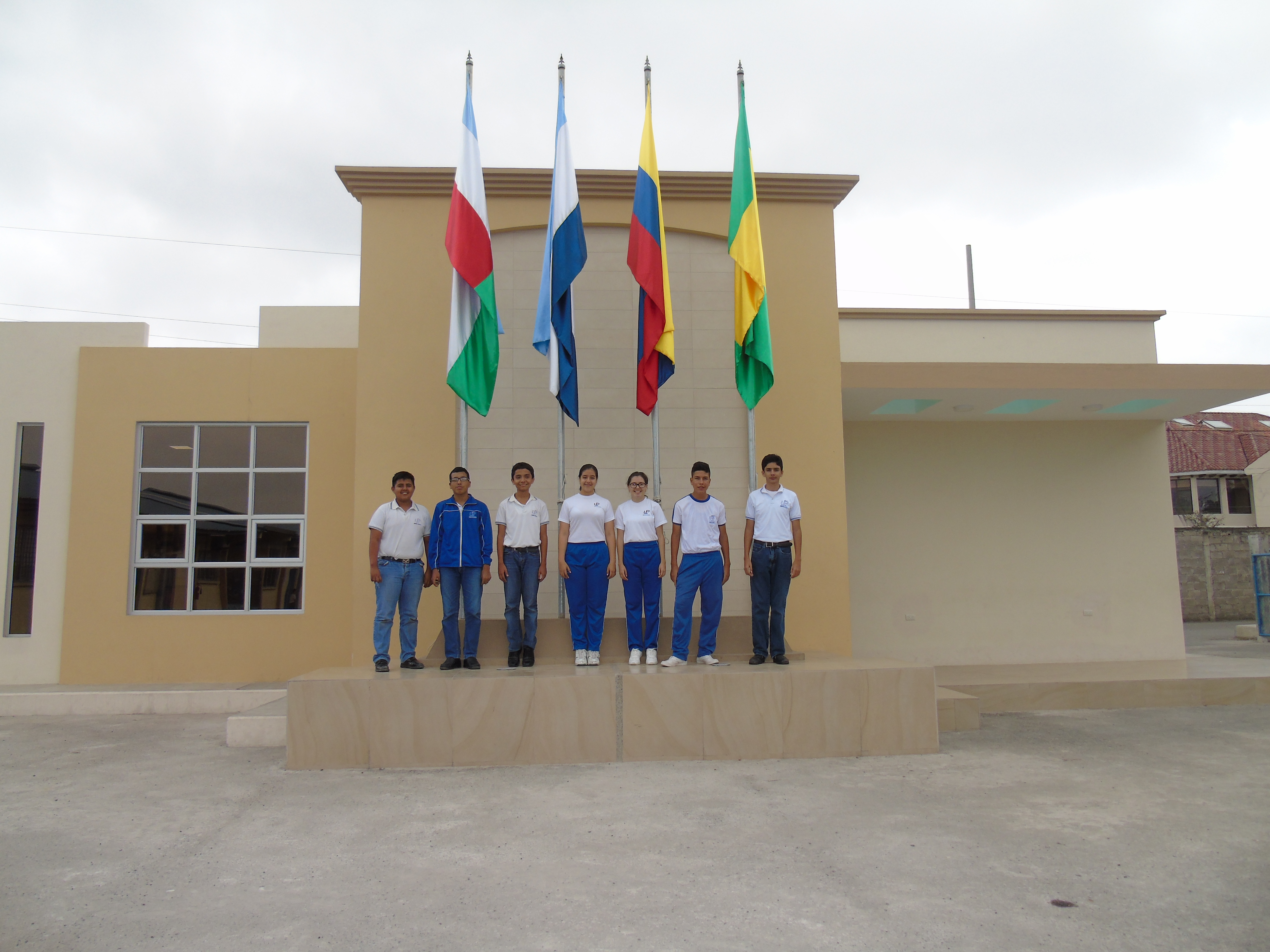
Estudiantes de Tecnología en el atril patrio del bloque de secundaria

## Historia de la Unidad educativa Particular del Pacífico

### Primera Etapa: Creación del Jardín Escuela del Pacífico
- 1993: Se conforma una sociedad de hecho y se prepara la documentación para que el ministerio apruebe el funcionamiento de lo que entonces fue : Jardín Escuela del Pacífico, luego de la aprobación comenzó con 75 inscritos y se solicita a la Cámara de Industrias de El Oro que arriende las instalaciones se acoge la solicitud.
- 1994: El jardín Escuela del Pacífico inicia sus actividades. El funcionamiento se fundamentó en valores (Jardín, Primero y Segundo Grado)
- 1995: Autorización de funcionamiento del Tercer Grado.
- 1996: Autorización de funcionamiento de Cuarto, Quinto y Sexto grado.
- 1996: La sociedad de hecho se transforma en derecho y se crea la Unidad Educativa Integral del Pacífico.1

### Segunda Etapa:Creación de la sección Primaria
- 1998: Empezó a elaborar el proyecto educativo para la detección y ayuda a los niños con problemas de aprendizaje. También se incorporó como directora general y representante legal de la Unidad Educativa del Pacífico la Dra. Irma Valladares de Ulloa.
- 1999: Aquí recién se puso en marcha el proyecto educativo de diez años de la educación básica y se incorpora como Directora Académica la Lcda. Isabel Ramírez de Zambrano;hay autorización de funcionamiento hasta octavo año de educación básica.
- 2000: Al iniciar el año 2000 se coloca la primera piedra de la primera etapa del proyecto de desarrollo de la infraestructura para la Unidad Educativa Particular del Pacífico.
- 2002: En el año 2002 la sección primaria inicia su funcionamiento en las instalaciones de la unidad educativa, mientras que la Secundaria seguía en la Cámara De Industrias.
- 2003: Se incorpora como inspector general y director administrativo de la institución el CPFG-EM (sp) George Quiroz Castro.
- 2004: Se desarrolla el área física de la sección de preprimaria, con 1120 metros de construcción.
- 2005: Se construye el estadio con césped natural y riego técnico de 3.200 metros cuadrados de superficie.La señora Marilu Bustamante es nombrada directora de la sección primaria.Se desarrolla el documento académico - curricular para desarrollar el bilingüismo y se suscribe el convenio con Instituto Americano de inglés.
- 2006.- Proyecto Innovación Curricular para el Fortalecimiento Del Área de inglés, desde el primero a décimo año.
- 2007.- La Institución se hizo acreedora al 1.er lugar en el Concurso Intercolegial de la Bolsa de Valores de Quito, con los estudiantes Solange Coyago y Andrés Villacís, bajo el asesoramiento del docente Anl. Allan Egas. Este triunfo, fue el primero de la Institución a nivel nacional.
- 2007.- Se incorpora al equipo de trabajo a la señorita Carmen Cabrera como asesora académica y señora Logia Merling como coordinadora de la sección secundaria.
- 2007.- se contrató los servicios de asesoría pedagógica del experto cubano, doctor Luis Carmenate Fuentes.
- 2007-2008.-Capacitación intensiva a directivos y maestros para el mejoramiento de la calidad educativa.
- 2008.-La Unidad de Educación del Pacífico de Machala clasificó entre los diez mejores del país en el Concurso Intercolegial de Matemáticas, a nivel nacional, que organiza la Escuela Politécnica del Litoral.[1]
- 2010.- Se organiza el XXIII Concurso Intercolegial de Matemáticas y VII Olimpiada Ecuatoriana de matemáticas ; llegamos hasta la segunda etapa en las XVII Olimpiadas Canguro en nivel cadete y Júnior logramos las mejores las mejores ubicaciones.
- 2010.- Se ejecuta el proyecto de construcción a la nueva área deportiva, que comprende una cancha de tenis, una cancha de césped sintético para fútbol y una de salón para básquet junto con un vestidor de 60m cuadrados con todas las comodidades.
- 2011.- El área de matemáticas que mantenía el Club Matemáticas Eureka para la práctica de las ciencias exactas, elevó la iniciativa a nivel de proyecto. El objetivo es crear un nuevo espacio de práctica de las matemáticas en momentos diferentes al de las clases regulares. Los nuevos conceptos sobre el desarrollo de la educación y con la orientación oficial en el año lectivo 2011-2012, se implementó el proceso de autoevaluación, lo cual significó un avance sustantivo en la calidad del servicio como consecuencia del Plan de Mejoras. La citada evaluación se la realizó en el marco de la PEI Planificación Estratégica Institucional, que impulsa el ministerio de Educación. En este mismo año se incorporó, al equipo de trabajo el Ing. Paul Ulloa Balladares con el propósito de mejorar los procesos informáticos e impulsar las TIC o tecnologías de la información y la comunicación. En el año 2010-2011, la UNEIN del Pacífico logró el primer lugar en el Concurso Nacional Intercolegial de Matemáticas. En cuanto a las VII Olimpiadas Nacionales de Matemática y XXIV Intercolegial la UNEIN del Pacífico logró tener al segundo alumno mejor puntuado del país y logró acreditar cuatro alumnos entre los veinte de la preselección nacional de matemáticas. Hasta la fecha ninguna institución de la región ni de las provincias, a excepción de Quito y Guayaquil habían logrado liderar el INTERCOLEGIAL NACIONAL DE MATEMÁTICA, que organiza la ESPOL, logrando el 1.er Lugar y medalla de bronce. En el mismo año 2011 se formaliza la creación de la Escuela de Fútbol, que venía funcionando sin la debida formalización. La idea fundamental con esta instancia de formación, es la incorporación de los niños de la comunidad en la práctica de los deportes y, además, lograr cuerpos competitivos que participen en los eventos que se organizan regularmente. En el mismo periodo lectivo 2011-2012 se implementa el proyecto de atención para los niños de tres años, en el marco de una planificación moderna debidamente aprobada por el ministerio. En octubre de 2011 logramos el 3.er lugar en el I Concurso Provincial de Proyectos de Ciencias Innovación y Tecnología organizado por la Dirección de Educación.
- 2011.- Participamos en la IV Olimpiada Binacional de Matemática en Tumbes-Perú logrando 1.º y dos 4.os lugares. En la Olimpiada Binacional de Matemática organizada por la Unidad Educativa Particular Bilingüe Marcel Laniado de Wind obtuvimos 3.º y 4.º lugar. Como complemento a los esfuerzos didácticos se crea lo que se denomina aula Montessori, en donde se incorporan los conceptos y los materiales en función de las tesis pedagógicas, para la formación de los niños, que impulsó la afamada pedagoga a María Montessori.
- El 20 de abril del 2012 la UNEIN tomó parte de las Olimpiadas de Matemáticas, que convoca la ESPOL todos los años. Álex Guamán, en la categoría júnior logró el PRIMER LUGAR; mientras que Gabriel Gallardo alcanzó, de igual modo, el PRIMER LUGAR, en la categoría estudiante. También se entregaron- a la UNEIN varias menciones de honor, las que se entregan a los alumnos diez primeros.3
- Año 2012, en el mes de julio, se realizó la inauguración formal del edificio administrativo.[2] Con lo cual se optimizaron un conjunto de servicios para los padres de familia y los alumnos en general. El edificio incluye los cubículos indispensables para la atención a los padres de familia y otras responsabilidades por parte de los maestros.
- En el año 2012, en el mes de julio, se realizó la inauguración formal del edificio administrativo, con lo cual se optimizaron un conjunto de servicios para los padres de familia y los alumnos en general. El edificio incluye los cubículos indispensables para la atención a los padres de familia y otras responsabilidades por parte de los maestros. El 4 de julio del 2012, logramos el Tercer Lugar, en el concurso interprovincial de Oratoria que convocó el colegio Héroes del 41 (COMIL) La alumna participante fue Erika Elizalde. En julio del 2012, logramos el PRIMER Y TERCER LUGAR, en el concurso de Oratoria, que convocó el Liceo Naval. La ganadora fue la alumna Dioselina Morocho.El grupo de alumnos de la UNEIN pasó a la fase final, con el alumno Mario Gonzaen, en el concurso de agilidad mental, convocado por el municipio de machala y el programa aprendiendo a aprender, que se realizó del 5 al 12 de septiembre de 2012. Participamos en el concurso Iberoamericano de matemáticas. No obtuvimos una posición relevante, pero alcanzamos reconocimiento porque nuestros alumnos se ubicaron entre los diez mejores, a propósito de la feria industrial. El certamen se concretó el 25 de septiembre de 2012.La alumna concursante fue Laura Mejía. La alumna Erika Elizalde ocupó el tercer lugar en el concurso provincial intercolegial de oratoria, que convocó el colegio Marcel Laniado. El acto se cumplió el 22 de octubre.

- En la quinta olimpiada Regional Binacional de Matemáticas, organizada por la Unidad Educativa Virgen Del Perpetuo Socorro de Perú. la Unein del Pacífico alcanzó una medalla de oro, con el alumno Julio Viche, el quinto de básica. Además cinco participantes estuvieron entre los diez mejores, por lo cual recibieron menciones de honor. Este evento se realizó el 27 de octubre.
- En noviembre 8 la ESPOL convocó al XXV Concurso Nacional Intercolegial de Matemática y la IX Olimpiada Nacional De Matemáticas. La Unein del Pacífico , en la olimpiada, clasificó a la etapa final de preselección ocho alumnos, los cuales recibieron menciones de honor. En el concurso ocupó el tercer lugar a nivel nacional. El equipo que participó en el Concurso estuvo integrado por: Solange Vega, Álex Guaman, Edgar Párraga y Carlos Cuesta.5
- En el festival intercolegial de la canción nacional, convocado Por el colegio Eloy Alfaro, la representante de la Unein del Pacífico, Anik Aguirre, alcanzó el segundo lugar.
- El Col. La Inmaculada convocó, el 14 de noviembre, al segundo concurso provincial de proyectos de imnovación, Ciencia y Tecnología, en el que los alumnos de la Unein ocuparon el primer lugar.Tomaron parte en el proyecto los alumnos Cintya Varias alcanzó el segundo lugar en el intercolegial provincial de Oratoria Rodolfo Vintimilla Flores, que convoca el Colegio Del Carmen Mora de Encalada, en sus fiestas patronales. El acto se cumplió el 28 de noviembre de 2012.
- En el tercer concurso sobre temas Antárticos, que convoca el ministerio de defensa con el instituto Antártico, la alumna Doménica Ayala López estuvo en quinto lugar , entre veinte participantes, a nivel nacional.
- En el mes de noviembre del mismo año del 2012, la institución logró el primer puesto en la I Feria Provincial de Investigación, Ciencia, Imnovación y Tecnología, que convocó la dirección de Educación. Las alumnas participantes fueron: Cintya Varas, Guillermo, Solange Vega y Francisco Cazar.
- Deporte
- En lo que tiene relación con los logros deportivos, en el año 2012, pudimos anotar lo siguiente: Vicecampeón SUB12 en el evento que organiza Diario del Universo.

Campeón sub-12 en la copa independiente de Cuenca. Vicecampeón sub-11, en la copa Independiente de Cuenca Tercer Lugar sub-11, en la copa deportes Martínes, en Santa Rosa, Tercer Lugar sub-11, en la copa deportes Martínes, en Santa Rosa. Cuarto Lugar sub-8, en la copa deportes Martínez, en Santa Rosa.6
2012: Los estudiantes de la Unidad Educativa Particular del Pacífico fueron aclamados en la ceremonia de premiación a los ganadores de los concursos nacionales de matemática que fue organizado por la Politécnica del Litoral.

### Tercera Etapa:Últimos años
- 2013: Se estructuró el proyecto el proyecto del BILINGÜISMO, con la participación del experto consultor Sergio Suárez Montecarlo.
- 2013: El INEVAL seleccionó a nuestra institución la prueba SERCE a los alumnos de cuarto, séptimo, décimo y tercero de bachillerato. También se aplicó una encuesta de factores asociados a los padres de familia, directivos y maestros.
- 2013: El concurso SPELLING BEE, la institución obtuvo el PRIMER y SEGUNDO LUGAR con la participación de los alumnos: Pamela Varas y Fabricio Ortiz. Además se concretó el desarrollo de los procesos que tienen que ver con la GESTIÓN DE LA SEGURIDAD Y SALUD EN EL TRABAJO y se conformó el Comité de seguridad para consolidar la gestión y la aplicación de las diferentes instancias en materia de seguridad y salud, como es el SART.
- 2013: En la Feria Artística organizada por la Cámara de Industrias de El Oro, en donde la estudiante Anik Aguirre logró posicionarse en el Segundo lugar.
- 2013: En las Olimpiadas Binacionales de matemática organizado por la Unidad Educativa Particular Marcel Laniado, el alumno Danny Peñaloza, alcanzó el Primer Lugar.
- 2013: Nuevamente volvimos a participar en XXVI concurso de matemática y X olimpiadas de la ESPOL.
- 2013: La Unein logra el primer lugar en la Feria Distrital de la zona 7 de proyectos de innovación, ciencia, tecnología.[4]
- 2013: La alumna Sofía Gómez ganó el primer lugar en el Concurso Provincial Intercolegial de Declamación convocado por el colegio Ismael Pérez Pazmiño.
- 2013: En el XI Intercolegial de Oratoria, convocado por el colegio Marcel Laniado, la Srta. Erika Elizalde, la alumna de la UNEIN, logró UNA MEDALLA DE PLATA. El evento se realizó el 1 de julio de 2013.
- 2014: El VIII Concurso Binacional y XII Regional de Matemática organizado por la Unidad Educativa José Antonio Encinas de Tumbes - Perú donde se obtuvo el primer puesto y medalla de oro con el alumno Julio Viche Castillo del 7.º año de básica y el 2.º.
- 2014: XXII OLIMPIADA CANGURO DE MATEMATICO (9.ª Edición) organizada por la ESCUELA SUPERIOR POLITÉCNICA DEL LITORAL se obtuvo MEDALLA DE ORO-CATEGÓRICA ESCOLAR con el alumno JULIO VICHE; MEDALLA DE PLATA-CATEGÓRICA ESCOLAR con el alumno ANDRÉS CEVALLOS; MEDALLA DE ORO CATEGORÍA CADETE con el alumno ALEJANDRO RODRÍGUEZ y NUEVA MENCIONES DE HONOR de distintas categorías.7
- 2014: En el XII CONCURSO INTERCOLEGIAL DE ORATORIA, organizado por la Unidad Educativa Héroes del 41, se obtuvo el 1.er lugar y MEDALLA DE ORO con la alumna Pamela Varas.[5]
- 2014: Etapa de selección para olimpiada iberoamericana, organizado por la Escuela Superior Politécnica del Litoral Espol, participan alumnos: Joselyn Morales, Sr. Danny Peñaloza Tinoco, y Sr Álex Guaman exalumno de la institución.
- 2014: XIII CONCURSO INTERCOLEGIAL PROVINCIAL DE ORATORIA, organizado por la Unidad Educativa “Ismael Pérez Pazmiño”, se obtuvo el segundo lugar la alumna Pamela Varas.
- 2014: Concurso intercolegial de oratoria, organizado por la Unidad Educativo Liceo Naval Jambelí y donde obtuvo un 3 puesto por la alumna Pamela Varas.
- 2014: CONCURSO INTERESCOLAR DE DECLAMACIÓN organizado por la Unidad Educativa Liceo Naval Jambelí, se obtuvo el 3.er lugar con el alumno Roque Orellana.
- 2014: XXXVI CONCURSO INTERCOLEGIAL DE ORATORIA, organizado por el Colegio Técnico Nacional Carmen Mora Encalada, se obtuvo el 1.er Lugar y MEDALLA DE ORO con la alumna Andrea Ibáñez de tercero Bachillerato.
- 2014: Concurso de Casa Abierta “ Comprobantes de venta y atención” organizado por el SRI y obtuvo el primer lugar como el mejor “STAND”, y también
- 2014: XXV FESTIVAL ABIERTO DE DECLAMACIÓN, organizado por el Colegio de Bachillerato PASAJE, se obtuvo el 1.er lugar CONCURSO BINACIONAL “Lira de Oro” con la alumna Lorena Chérrez Hechavarría.
- 2014: CONCURSO DE LA CARTA AL EVASOR, organizado por el S.R.I y se obtuvo el Primer Puesto la alumna Brianna Silva Astudillo de Segundo Bachillerato.
- 2014: CONCURSO INTERESCOLAR DE CULTURA TRIBUTARIA, organizado por el Servicio de Rentas Internas, se obtuvo el segundo Lugar. con los niños: Scarlett-6.º de Básica, Ma. José Berrú-7.º básica, Mathew Ochoa-7.º básica y Rafael Ayaca-7.º básica.
- 2014: Concurso Intercolegial de Cultura Tributaria, organizado por el S.R.I y obtuvieron el primer lugar los estudiantes: Herrera Cristhian, Sara Domínguez, y Adrián Chaves, estudiantes del Segundo Bachillerato.
- 2014: X CONCURSO INTERESCOLAR Y EL XI INTERCOLEGIAL DE INGLÉS, organizado por la Unidad Educativa Particular Bilingüe Principito & Marcel Laniado de Wind; se obtuvo el primer lugar con el alumno Alejandro Rodríguez de 9.º año.
- 2014: CONCURSO INTERESCOLAR DE MATEMÁTICA, organizado por la Unidad Educativa Particular Bilingüe Principito y Marcel Laniado de Wind y el primer puesto fue para el alumno Julio Viche y el segundo puesto fue para la alumna María José Berru estudiantes del 7.º Año de Educación de Básica.
- 2015: Aquí la Unein del Pacífico logra dos medallas de oro y un a de plata en la xxvII olimpiada canguro de matemática organida por la Escuela Superior Politécnica.[6]
- 2015: noviembre 4/15 Se realizó el concurso Diálogo Nacional - Somos un País Justo y Equitativo, realizado por el ministerio de educación y cultura.
- 2015: XXVI Concurso Internacional de Matemática y la XII Olimpiada, se lleva a cabo en varias etapas entre noviembre, diciembre y mayo 8 .
- 2015: 1 de diciembre, Concurso Interescolar de inglés, organizado por la Unidad Educativa Particular Bilingüe Principito.
- 2015: 14 de noviembre, V Olimpiada Binacional de Matemáticas Razonada(ESPOL) , organizada por la Unidad Educativa Bilingüe Marcel Laniado de Wind.
- 2015: noviembre 6 XIII Feria Distrital Escolar Binacional De Ciencia y Tecnología , organizada por el Distrito Zona 7 Machala, se llevó a cabo en la ciudad de Loja.
- 2015: noviembre 8 , Concurso Nacional de Cultura Tributaria organizado por el SRI.
- 2016: En enero del 2016 se realizaron simulacros para prevenir desastres naturales en cancha multiusos[7]
- 2016: Otra vez la Unein del Pacífico logra ocupar el Primer Lugar a nivel nacional de lectura organizada por el Centro Educativo Torremar que tomaron parte además 17 centros educativos diferentes a nivel nacional.[8]
- Unein gana lograr una medalla de oro en las Olimpiada Iberoamericanas de Biología con la estudiante Daniela de LLano García en una competencia desigual internacional en Brasilia mientras que Isabel Silva otro representante del Ecuador logró la medalla de bronce.[9]
- Conservatorio con la Dra Rosalía Arteaga para la celebración del día de la lectura , a los estudiantes de bachillerato y décimo año de educación básica[10]

2016: La Unidad Educativa Particular del Pacífico ocupó el primer lugar en el Concurso de Lectura a nivel nacional organizado por el colegio Educativo Torremar dirigido en la ciudad de Guayaquil en la cual también estaban participando 17 centro educativos más del país.

## Logros Institucionales
| Concurso                                                                     | Organiza                                                | Participante                                                                                           | Fecha        | Resultados |
| ---------------------------------------------------------------------------- | ------------------------------------------------------- | --- | ------------ | --- |
| XV concurso intercolegial de matemática Torrema                              | Unidad Educativa Particular Bilingüe Torremar Guayaquil | Delegación de 12 estudiantes                                                                           | Octubre, 29  | Nivel 1, sexto año - Mario Quezada, segundo lugar en nivel 4: Julio Viche. Segundo Lugar en nivel 6: Edison Rojas. Nivel 4:Julio Viche y Anthony Carrillo. |
| XXVI Festival abierto de declamación “Lira de Oro”                           | Colegio Pasaje                                          | Participa SR. Rodrigo Sarango                                                                          | Octubre, 28  | Segundo Lugar |
| Festival Intercolegial Del Pasillo de Antología Ecuatoriano “ La voz de oro” | Colegio Bachillerato Ismael Pérez Pasmiño               | Srt. Domenica Segarra Valle                                                                            | Oct.10       | Tercer Lugar |
| VI Olimpiada Binacional de Matemática                                        | Unidad Particular Bilingüe Principito                   | | noviembre,12 | Tertcer lugar: Julio Viche Categoría # 4 Segundo Lugar: Andrei Armijos Categoría #6 Tercer Lugar: Alejandro Rodríguez Categoría #6 |
| III Concurso Intercolegial de Biología                                       | Unidad Educativa Particular Torremar Guayaquil          | Srta. Daniela de Llano García Srta. Camilo José Bravo Álvarado                                         | Julio 2/16   | Nivel 1, sexto año - Mario Quezada, segundo lugar en nivel 4: Julio Viche. Segundo Lugar en nivel 6: Edison Rojas. Nivel 4:Julio Viche y Anthony Carrillo |
| III Concurso Intercolegial de Lectura                                        | Unidad Educativa Particular Torremar Guayaquil          | Nivel Escuela: #6 estudiantes (#5 de alumnos barras) Nivel colegio 6 estudiantes(#5 alumnos de barras) | Agosto 25    | Primer Lugar.- Nivel Secundaria Srta. Lianet Cuesta Srta. Paula Carreño Sr. Max Vivanco |
| XXIII Olimpiada Canguro Matemático                                           | ESPOL- Guayaquil                                        | Participó una delegación de 38 estudiantes                                                             | Abril 15/16  | Andrés Cevallos- Escolar Medalla De Bronce Julio Viche-Benjamín Medalla de Oro Ángel Carrillo- Cadete Medalla de Bronce Danny Peñaloza- Júnior Medalla de Bronce 1. 8 Menciones De Honor: Camila Peláez, María José Berrú, Mathias Loayza, Domenica Lam, Diego Ayala, Mathew Ochoa, Anthony Carrilo, Robert Bastidas. |